# Карат (маса)
Кара́т, позначення: кар, міжнародне: ct (грец. κεράτιον — кератіон) — позасистемна одиниця вимірювання маси, яку використовують для коштовних каменів. Карат (метричний) становить 200 міліграм. Історично, назва походить від назви рослини — дерева кароб, рожкового дерева (лат. Ceratonia siliqua). Насінини цієї рослини мають на диво сталу масу й тому їх використовували у деяких країнах як стандарт для зважування коштовного каміння.

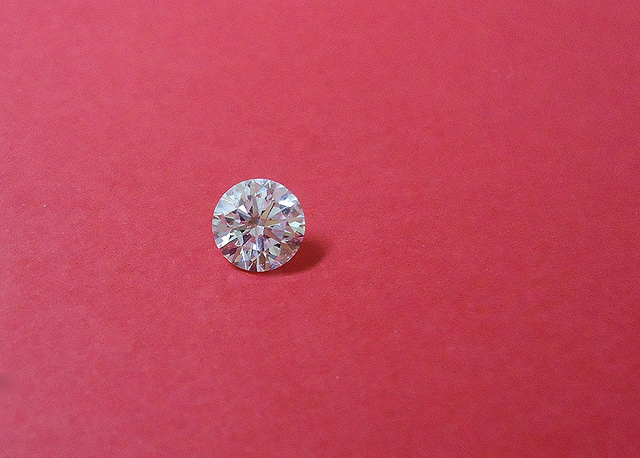
Діамант масою в 1 карат (200 мг)

## Карат як одиниця вимірювання маси
1. Метричний карат. Встановлено 4-й Генеральною конференцією з мір та ваг (Париж, 1907) і прийнятий в СРСР з 1922 року, дорівнює 200 мг (0,2 грама). Скорочене позначення: українське кар[3], міжнародне ct. Застосовується в ювелірній справі для визначення маси дорогоцінного каміння та перлів.
2. Англійський карат — 205 мг.
3. Арабський карат (кірат) — застаріла міра ваги в мусульманських країнах, приблизно рівна 223 мг.
  - Так, канонічний кірат, який частіше використовували в Іраку, був завжди рівний 1/20 міскаля і складався з 5 (канонічно) або, частіше, з 3 хабб. Відповідно, карат важив 1/14 вагового дирхама в 3,125 г, тобто 0,2232 г.
  - У Малій Азії, Єгипті, Сирії та Мецці 1 кірат завжди дорівнював 1/24 міскаля = 1/16 дирхама = 4 хаббам. Відповідно, в Малій Азії кірат = 0,2004 г, а в Єгипті, Сирії та Мецці — 0,195 г[4].
  - Власні міри ваги в Єгипті: 1 шамуна = 1/4 бакіли = 3 єгипетських кірати.

## Карат як одиниця вимірювання об'єму
Єгипетський карат (кірат) — єгипетська міра вимірювання об'єму, що дорівнює 1/32 кадаха = 0,064 л.

## Карат як одиниця вимірювання площі
Єгипетський карат (кірат) — єгипетська міра площі = 1/24 феддана = 3 хабби = 6 даників = 24 сахми = 175,035 м².